# Monzaemon Chikamatsu
En aquest nom japonès, el cognom és Chikamatsu.
Monzaemon Chikamatsu (japonès: 近松 門左衛門, Chikamatsu Monzaemon; Kyoto, 1653 — Osaka, 1725) és el pseudònim del dramaturg japonès Nobumori Sugimori (japonès: 杉森 信盛, Sugimori Nobumori). Als 20 anys ingressà a la companyia Miyako-Za de Kyoto, dedicada al kabuki on va ser escenògraf, director i autor. Conreà també els gèneres del ningyō-jōruri, drames amb putxinel·lis, sewa jōruri, d'amor cortesà i de jidai jōruri de caràcter històric. Un dels seus temes principals són les contradiccions entre els deures socials i les passions individuals. És possiblement el dramaturg més important de la història del Japó i se l'ha arribat a anomenar el Shakespeare japonès.

## Obres
- Sonezaki Shinjû (‘Suïcidis d'amor a Sonezaki’, 1703)
- Shinjû Ten no Amijima (‘Suïcidi d'amor a Amijima’, 1720)
- Kokusenya Kassen (‘Les batalles de Kokusen', 1715)